# ديسكغرفي سيلينا
وديسكغرفي من سيلينا المغنية المكسيكية الأمريكية يتكون من مسيرتها الغنائية. بدءا من سبعة ألبومات استوديو المستقلة على فريدي (الوثائق)، كارا (الوثائق)، وسباق الجائزة الكبرى للإنتاج. سيلينا أول ألبوم كان في عام 1984، «سيلينا ذ لوس دينوس» الذي سراح ثلاثة الفردي «ان الحب هو أكثر من» (Se Acabo Aquel Amor)، «هناك يذهب» (Ya Se Va')، و«ثلاث مرات لا» (Tres Veces No). باع الألبوم سيلينا أول 50,000 نسخة ولكن الألبوم نفسه باع أكثر من 225,000 نسخة في جميع أنحاء العالم. في عام 1984، انتقل إلى سيلينا الوثائق كارا. مثل تسمية سيلينا في السجل الأول، «كارا الوثائق» كان صغيرا سجل الشركة ومقرها تكساس. للحصول على الوثائق كارا، تعاونت والد إبراهيم لسيلينا كوينتانايلا الابن، على 10 في الفردي، وبعضها تم تسجيلها من قبل فنانين آخرين. وبدأت الشركة يتجادلون حول الحقوق القانونية للأغاني. التسمية ثم انخفضت سيلينا الذي كان في ذلك الوقت مع عائلتها مجموعة تسمى «سيلينا ذ لوس دينوس» من الشركة. في أواخر عام 1985، ألبوم الثانية سجلت رسميا صدر تحت عنوان «فتاة جديدة في المدينة»، على الرغم من الإجراءات القانونية. الحظ سيلينا لتغيرت جذريا الفرقة قعت الوثائق سباق الجائزة الكبرى للرئيس «ماني غيرا» (Manny Guerra) وفي لتعزيزها. سيلينا في عام 1986 ألبوم «ألفا» قد أفرج عنه في المتاجر. وأصبح الألبوم الألبوم سيلينا الأولى أن يطلق سراحه دون اتخاذ الإجراءات القانونية. وسمي الألبوم بعد الحرف الأول من الأبجدية اليونانية. أعطني قبلة (Dame Un Beso)، أغنية كتبها شقيق سيلينا الثالث أصبح أول واحد، وقال انه تلقى في وقت لاحق على جائزة على عمله في وقت لاحق من ذلك العام نفسه خلال حفل توزيع جوائز الموسيقى تجنو. مع هذه الكأس (Con Esta Copa) التي كان الأصل في 1960s من قبل والد سيلينا، تم تسجيلها من وأفرج عنه في وقت لاحق بوصفها وحيد من سيلينا.

## البوم استوديو
- 1984 Mis Primeras Grabaciones (رسالتي الأولى تسجيلات)
- 1986 Alpha (ألفا)
- 1987 Munequito De Trapo (خرقة دمية)
- 1987 And The Winner Is... (والفائز هو...)
- 1988 Preciosa (الثمينة)
- 1988 Dulce Amor (دولسي عمور)
- 1989 Selena (سيلينا)
- 1990 Ven Conmigo (تعال معي)
- 1992 Entre A Mi Mundo (انتري من طراز مى موندو)
- 1993 Live! (يعيش!)
- 1994 Amor Prohibido (ممنوع الحب)
- 1995 Dreaming of You (أحلم بك)

## أكبر عدد الزيارات البوم
- 1990 Mis Primero Exitos (رسالتي الأولى هيتس)
- 1992 Personal Best (أفضل شخصية)
- 1993 17 Super Exitos (الزيارات السوبر)
- 1994 12 Super Exitos (السوبر عدد الزيارات 12)
- 1995 Las Reinas Del Pueblo (الملكة للشعب)
- 1995 Grandes Exitos (أكبر عدد الزيارات)
- 1996 Exitos y Memories (يضرب والذكريات)
- 1996 Siempre Selena (سيمبر سيلينا)
- 1997 Selena: Motion Picture Soundtrack (اقتراح صورة الموسيقى التصويرية)
- 1998 Anthology (مختارات سيلينا)
- 1999 All My Hits/Todos Mis Exitos Vol. 1 (جميع بلدي هيتس. 1)
- 2000 All My Hits/Todos Mis Exitos Vol. 2 (جميع بلدي هيتس. 2)
- 2000 Selena Y Sus Inicios (السنوات المبكرة)
- 2001 Live!, The Last Concert (الحفل الأخير، يعيش)
- 2002 20 Years of Music (عشرون عاما من الموسيقى)
- 2002 Ones (سيلينا الآحاد)
- 2003 Greatest Hits (أكبر عدد الزيارات)
- 2004 Momentos y Intimos (لحظات حميمية)
- 2005 ¡VIVE! (يعيش)
- 2005 Unforgettable (البوم منسي)
- 2006 Dos Historias (اثنين من قصص)
- 2007 Through The Years/A Traves De Los Anos (على مر السنين)
- 2007 Classic Series (السلسلة الكلاسيكية)
- 2007 Selena Forever (سيلينا للأبد)
- 2007 Serie Verde (السلسلة الخضراء)
- 2008 Las Divas de la musica Tejana (المغنيات من تجنو)
- 2009 Inolvidable (لا تنسى)
- 2010 La Leyenda (ليجند)

## أغنية منفردة
- 1982: "Se Acabo Aquel Amor"
- 1982: "Ya Se Va"
- 1983: "Tres Veces No"
- 1983: "Encontre El Amor"
- 1983: "Soy Feliz"
- 1983: "Se Me Hace"
- 1983: "Estoy Contigo"
- 1984: "Dejame Volar"
- 1984: "La Tracalera"
- 1984: "Escribeme"
- 1984: "Aunque No Salga El Sol"
- 1985: "Oh Mama"
- 1985: "Un Primer Amor"
- 1986: "Dame Un Beso"
- 1986: "Con Esta Copa"
- 1986: "Dame Tu Amor"
- 1987: "A Million to One"
- 1987: "Munequito de Trapo"
- 1987: "Yo Te Dare"
- 1987: "Acuredate De Mi"
- 1987: "Enamorada De Ti"
- 1987: "La Bamba"
- 1987: "Tu No Sabes"
- 1988: "Terco Corazon"
- 1988: "Quiero"
- 1988: "Yo Fui Aquella"
- 1988: "Como Quisiera"
- 1988: "Ducle Amor"
- 1988: "Que"
- 1988: "Always Mine"
- 1988: "Carino, Carino Mio"
- 1989: "Contigo Quiero Estar"
- 1989: "Mentiras"
- 1989: "Amame, Quiereme"
- 1989: «Sukiyaki»
- 1989: "Besitos"
- 1989: "Baila Esta Cumbia"
- 1989: "Enamorada De Ti"
- 1989: "Ya Ves"
- 1989: "La Tracalera"
- 1989: "Aunque No Salga El Sol"
- 1991: "Buenos Amigos"
- 1992: "Como La Flor"
- 1992: "La Caracha"
- 1992: "¿Qué Creias?"
- 1992: "Amame"
- 1993: "No Debes Jugar"
- 1993: "La Llamada"
- 1993: "Tu Robaste Mi Corazon"
- 1994: "Dondequiera Que Estes"
- 1994: «Amor Prohibido»
- 1994: "Bidi Bidi Bom Bom"
- 1994: "No Me Queda Mas"
- 1994: "El Chico Del Apartmento 512
- 1994: "Fotos Y Recuredos"
- 1994: "Si Una Vez"
- 1995: "I Could Fall in Love"
- 1995: "Tu, Solo Tu"
- 1995: "Dreaming of You"
- 1995: "Techno Cumbia"
- 1995: "I'm Getting Used To You"
- 1995: "El Toro Relajo"
- 1996: "Siempre Hace Frio"
- 1996: "Costumbres"
- 1996: "No Quiero Saber"
- 1996: "A Boy Like That"
- 1997: "Disco Medley"
- 1997: "Is It The Beat?"
- 1997: "Where Did The Feeling Go?"
- 1997: "Vivars Selena"
- 2002: "Con Tanto Amor"
- 2004: "Puede Ser"
- 2004: "Como Te Quiero Yo A Ti"
- 2005: "No Llores Mas Corazon"
- 2005: "Baila Esta Cumbia (Remix

## موسيقى أفلام
- 1991: "Buenos Amigos"
- 1992: "La Caracha"
- 1993: "No Debes Jugar"
- 1993: "La Llamada"
- 1994: "Dondequiera Que Estes"
- 1994: "Amor Prohibido"
- 1994: "No Me Queda Mas"
- 1994: "Bidi Bidi Bom Bom"
- 1995: "I Could Fall in Love"
- 1995: "Dreaming of You"
- 1995: "Tu, Solo Tu"
- 1995: "Techno Cumbia"
- 1995: "El Toro Relajo"
- 1996: "No Queiro Saber"
- 1996: "Siempre Hace Frio"
- 1997: "A Boy Like That"
- 1997: "Viviars Selena"
- 1998: "Missing My Baby"
- 2005: "Baila Esta Cumbia (Remix"

## الأغاني سيلينا
| عام  | لقب                                                        | الألبوم            | الترجمة العربية               | الكاتب                                     |
| ---- | ---------------------------------------------------------- | ------------------ | ----------------------------- | ------------------------------------------ |
| 1977 | I'm In The Mood For Love                                   |                    | أنا في مزاج للحب              | Pending                                    |
| 1978 | Con Esta Copa                                              |                    | هذا مع كأس                    | Abraham Quintanilla Jr, and Johhny Herrera |
| 1978 | Que                                                        |                    | ماذا؟                         | Abraham Quintanilla Jr, and Johhny Herrera |
| 1978 | Si Quieres Verme Llorar                                    | N/A                | إذا كنت تريد أن ترى لي البكاء | Abraham Quintanilla Jr, and Johhny Herrera |
| 1980 | Tomorrow's Rains Fell Today (In The Twilight Of My Sorrow) | N/A                | سقطت أمطار اليوم وغدا         | Abraham Quintanilla Jr                     |
| 1982 | حس                                                         | N/A                | المشاعر                       | Abraham Quintanilla Jr                     |
| 1982 | Dulces Suenos                                              | N/A                | أحلام سعيدة                   | Abraham Quintanilla Jr                     |
| 1982 | You Needed Me                                              | N/A                | أنت بحاجة لي                  | Abraham Quintanilla Jr                     |
| 1982 | Cien Libras De Arcilla                                     | N/A                | مائة جنيه من طين              | Abraham Quintanilla Jr                     |
| 1983 | No Puedo Estar Sin Ti                                      | Freddie FR-451     | لا يمكنني العيش بدون لكم      | Abarham Quintanilla Jr                     |
| 1983 | Se Acabo El Amor                                           | Freddie FR-451     | ان الحب هو أكثر من            | Abraham Quintanilla Jr                     |
| 1983 | Encontre El Amor                                           | Cara CA-216        | وجدت الحب                     | Abraham Quintanilla Jr                     |
| 1983 | Soy Feliz                                                  | Cara CA-216        | ابن سعيد                      | Abraham Quintanilla Jr                     |
| 1983 | Se Me Hace                                                 | Cara CA-226        | أنا أفكر                      | Gerardo Olvera                             |
| 1983 | Estoy Contigo                                              | Cara CA-226        | ابن التفكير                   | Abraham Quintanilla                        |
| 1983 | Dejame Volar                                               | Cara CA-238        | واسمحوا لي أن يطير            | Carlos Vargas                              |
| 1983 | La Tracelera                                               | Cara CA-238        | الطرف فتاة                    | Johnny Herrera                             |
| 1984 | Escribeme                                                  | Cara CA-247        | اكتب لي                       | Abraham Quintanilla                        |
| 1984 | Aunque No Salga El Sol                                     | Cara CA-247        | وحتى لو كان أحد لا يرقى       |                                            |
| 1984 | Ya Se Va                                                   | Selena Y Los Dinos | هناك يذهب                     | Pendiente                                  |
| 1984 | Cruzare La Montana                                         | Selena Y Los Dinos | وسوف الصليب الجبل             | Juan H. Barron                             |
| 1984 | Se Acabo Aquel Amor                                        | Selena Y Los Dinos | ان الحب هو أكثر من            | Abraham Quintanilla, Jr.                   |
| 1984 | Ya Lo Se Que Tu Te Vas                                     | Selena Y Los Dinos | أعرف مسبقا اليسار             | Juan Gabriel                               |
| 1984 | Parece Que Va A Llover                                     | Selena Y Los Dinos | اعتقد انه من الذهاب إلى المطر | Pendiente                                  |
| 1984 | ديسكغرفي سيلينا                                            | Selena Y Los Dinos | ثلاث مرات لا                  | Pendiente                                  |
| 1984 | Give Me One More Chance                                    | Selena Y Los Dinos | أعطني فرصة واحدة أخرى         | Abraham Quintanilla, Jr.                   |
| 1984 | Tu Solamente Tu                                            | Selena Y Los Dinos | أنت، أنت دائما                | Pendiente                                  |
| 1984 | Lo Tanto Que Te Quiero                                     | Selena Y Los Dinos | كل مرة أريد وأنت              | Abraham Quintanilla, Jr.                   |
| 1984 | Call Me                                                    | Selena Y Los Dinos | اتصل بي                       | Abraham Quintanilla, Jr.                   |
| 1985 | Oh Mama                                                    | Cara CA-282        | يا ماما                       | Ruben Amado                                |
| 1985 | Un Primer Amor                                             | Cara CA-282        | والحب الأول                   | D.A.R.                                     |
| 1986 | Dame Un Beso                                               | ألفا               | أعطني قبلة                    | Abraham Quintanilla Jr                     |
| 1986 | Con Esta Copa                                              | ألفا               | مع هذه الكأس                  | Abraham Quintanilla Jr                     |